# Epirinus sebastiani
Epirinus sebastiani är en skalbaggsart som beskrevs av Medina och Clarke H. Scholtz 2005. Epirinus sebastiani ingår i släktet Epirinus och familjen bladhorningar. Inga underarter finns listade i Catalogue of Life.